# محور أساسي

الشكل يُبين خط القوة (بالأحمر) للدائرتين المرسومتين. النقطة الزرقاء تقع على خط القوة وتُحقق أن طول المماس المرسوم من خلالها للدائرتين متساوٍ.

خط القوة أو المحور الأساسي (بالإنجليزية: Radical axis)‏ لدائرتين ما، هو المحل الهندسي للنقاط في المستوى التي تتساوى قُوَّتها بالنسبة لهما. وبشكل مكافئ، إذا كانت الدائرتان متباعدتان ولا تحتوي إحداهما الأخرى فبالإمكان تعريف خط القوة على أنه المحل الهندسي للنقاط في المستوى التي يكون طول المماسين المارين بها والمماسين للدائرتين متساوٍ. المحور الأساسي دائماً يتَّخذ خطّاً مستقيماً؛ ولذلك فإنه يُسمَّى بخط القوة. عدا أنه في حالة اتحاد الدائرتين مركزياً يصبح خط القوة غير مُعرَّف. وفي حالة تقاطع الدائرتين، فإن خط القوة يمر بنقطتي تقاطعهما أو تماسهما. خط القوة عمودي دائماً على الخط الواصل بين مركزي الدائرتين وهو أقرب لمحيط الدائرة الأكبر.